# Ricardo Furtado Pinheiro
Ricardo Miguel Furtado Pinheiro (Campo Maior, 28 de agosto de 1980) é engenheiro electrotécnico e político português. Atualmente é deputado na Assembleia da República do Partido Socialista, eleito pelo círculo de Portalegre.

Foi Presidente da Câmara Municipal de Campo Maior eleito em 3 mandatos consecutivos e Secretário de Estado do Planeamento do XXII Governo Constitucional.